# Tramway de Nice
Tramway de Nice er et sporvognsnet i Nice i Frankrig, drevet af selskabet ST2N som en del af det offentlige transportnet Ligne d'Azur. Sporvognsnettet består foreløbig kun af 1 linje, som blev indviet den 24. november 2007.

## Historie
De første sporvognslinjer i Nice, Tramway de Nice et du Littoral, blev anlagt i 1900, efterfulgt af et større netværk i departementet i 1906. Hele dette net blev elektrificeret i 1910.
I 1920'erne omfattede nettet 11 linjer, hvoraf nogle delvist blev benyttet til varetransport.
Som det skete i hele Frankrig, blev sporvognslinjerne imidlertid alle efterhånden nedlagt og erstattet af busser. Det begyndte allerede at ske i Nice fra 1927, og den sidste sporvognlinie i Nice blev nedlagt 10. januar 1953.

## Den nuværende linje
Den stigende trafiktæthed i de franske storbyer fik i 1975 den franske trafikminister Marcel Cavaillé til at lancere projektet Concours Cavaillé, der gik ud på at afhjælpe problemet ved at genindføre sporvognlinjer. I Nice var situationen desuden forværret ved, at størstedelen af den økonomiske aktivitet var koncentreret i byens centrum, og man havde beregnet, at der indtil 2020 ville ske en stigning i trafikken på 25 %.
Den 11. marts 2003 tog man beslutning om at igangsætte bygningen af en sporvognslinje i byen for at afhjælpe situationen. Man afstod fra at udvide antallet af busser, da disse ville bidrage til trafikpropperne, og en undergrundsbane ville være for bekostelig.
Det blev besluttet, at linjeføringen skulle gå fra Las Planas i nord via Place Massena i centrum til Pont Michel i nordøst, da man på den måde kunne servicere ca. 37 % af indbyggerne i byen.
I august 2003 begyndte anlægsarbejdet, og det første vogntog blev leveret december 2006. Efter tekniske afprøvninger indviedes linjen den 24. november 2007.

## Vogntog
Vogntogene er leveret af det franske firma Alstom. Der er i alt 20 sæt, som er af typen Citadis 302. De er 33 meter lange, 2,65 meter brede og vejer 41,8 ton. Kapaciteten er 220 passagerer.

## Fremtid
Det planlægges at anlægge yderligere linjer i de kommende år. En fremtidig linje 2 er planlagt på strækningen fra centrum af byen langs med Promenade des Anglais til lufthavnen.

## Galleri
- Sporvogn på Place Massena.
- Anlægsarbejde på Place de Gaulle.
- Linje 1 anlægges på Avenue Malausséna.